# Viehoperla
Viehoperla is een geslacht van steenvliegen uit de familie Peltoperlidae. De wetenschappelijke naam van het geslacht is voor het eerst geldig gepubliceerd in 1952 door Ricker.

## Soorten
Viehoperla omvat de volgende soorten:
- Viehoperla ada (Needham & Smith, 1916)